# Мухсин Мусабах
Мухсин Мусабах Фарадж Фаируз (араб. حسن مصباح فرج‎; 20 марта 1964, Шарджа) — футбольный вратарь из ОАЭ, выступал за сборную и клуб «Аль-Шарджа».

## Карьера

### В клубе
Вместе с клубом «Аль-Шарджа» четырежды выигрывал чемпионат ОАЭ, трижды — Кубок ОАЭ, один раз — Суперкубок.

### В сборной
Провёл за сборную ОАЭ 105 игр. Отыграл по три матча на чемпионате мира 1990 года и Кубке конфедераций 1997 года, дошёл до финала домашнего Кубка Азии 1996 года.

## Достижения

### Командные
Как игрока национальных сборных ОАЭ:
- Чемпионат мира:
  - Участник: 1990
- Кубок конфедераций:
  - Участник: 1997
- Азиатские игры:
  - Участник: 1994
- Кубок Азии:
  - Серебряный призёр: 1996
  - Четвёртое место: 1992
  - Участник: 1988
- Панарабские игры:
  - Участник: 1999
- Кубок арабских наций:
  - Четвёртое место: 1998
- Кубок наций Персидского залива:
  - Победитель: 1994
  - Бронзовый призёр: 1988
  - Участник: 1990, 1992, 1998

Как игрока «Аль-Шарджи»:
- Суперкубок ОАЭ:
  - Победитель: 1995
- Чемпионат ОАЭ:
  - Чемпион: 1986/87, 1988/89, 1993/94, 1995/96
  - Второе место: 1987/88, 1991/92, 1997/98
  - Третье место: 1985/86, 1989/90, 1992/93, 1996/97
- Кубок ОАЭ:
  - Победитель: 1990/91, 1994/95, 1997/98
- Второй дивизион ОАЭ:
  - Призовое место: 1999/2000 (выход в первый дивизион)